# Капельник
«Ка́пельник» — российское 6-серийное драмеди Ильи Аксёнова. Производством проекта занималась компания 1-2-3 Production.
Цифровая премьера двух первых серий телесериала состоялась 15 сентября 2022 года в онлайн-кинотеатре Premier. Телевизионная премьера проекта состоялась на телеканале «ТНТ» 19 сентября 2022 года в 21:00. Заключительная серия вышла на платформе Premier 22 сентября 2022 года.

## Сюжет
Ваня Лобачёв проходит интернатуру в московской клинике. Чтобы помочь сестре своей погибшей девушки собрать деньги на дорогостоящую операцию маме, главный герой вынужден принять предложение владельца лечебного заведения Проскурина и стать «капельником». Лобачëв нелегально производит внутривенные вливания с помощью капельницы злоупотребляющим наркотиками бизнесменам, знаменитостям и блогерам, вытаскивая их с того света. Помогает Ване в работе бывалый таксист Серёга, учащийся жить заново после ампутации правой руки.

## Актёры и роли

### В главных ролях
| Актёр            | Роль                                                        |
| ---------------- | ----------------------------------------------------------- |
| Денис Прытков    | Иван (Ваня) Александрович Лобачёв анестезиолог-реаниматолог |
| Анастасия Резник | Алко популярный видеоблогер                                 |
| Никита Никитин   | Серёга однорукий водитель                                   |

### В ролях
| Актёр                           | Роль                                                                    |
| ------------------------------- | ----------------------------------------------------------------------- |
| Мария Фурина                    | Поля сестра Маши                                                        |
| Александр Ратников              | Вася Соловьёв крупный медиаменеджер                                     |
| Сергей Лавыгин                  | Геннадий Евгеньевич Проскурин владелец и главный врач клиники «Просмед» |
| Егор Заховаев                   | Станислав Ефанов майор полиции, партнёр по бизнесу Васи                 |
| Сергей Стёпин                   | Борис папа Алко, дальнобойщик                                           |
| Мила Ершова                     | Маша сестра Поли                                                        |
| Алексей Тахаров (1, 2 серии)    | Руслан капельник                                                        |
| Антон Васильев                  | Михаил Кузьмин                                                          |
| Герман Черных (1, 2 серии)      | Герман Черных руководитель дома видеоблогеров                           |
| Борис Дергачев (1, 2 серии)     | Филиппов                                                                |
| Никита Павленко (3, 4, 6 серии) | Богдан Булатов капитан полиции                                          |
| Гоша Куценко (4 серия)          | Степан Олегович (Барин)                                                 |
| Евгения Игумнова (4 серия)      | мама Алко                                                               |
| Сергей Бубнов (5 серия)         | куратор Алко                                                            |
| Анна Уколова (5 серия)          | Ольга наставница Алко                                                   |
| Валентина Мазунина (5, 6 серии) | Маринка Черепанова невеста Серёги в Таганроге                           |
| Илья Волков (5 серия)           | Вадик любовник Маринки                                                  |
| Ида Галич (6 серия)             | Ида Галич ведущая проекта «Есть вопросики»                              |

## Производство
Идея проекта принадлежит ведущей, певице и блогеру Иде Галич. Она не только рассказала авторам проекта о реальном капельнике, с которым ей приходилось столкнуться, но и сопровождала сериал на этапе создания, помогая съёмочной команде с нужными контактами и реквизитом.
Съёмки проекта проходили в течение двух лет.
Никита Никитин, сыгравший однорукого водителя Серёгу, — непрофессиональный актёр. У молодого человека из Таганрога и в жизни ампутирована рука. Однако несмотря на это обстоятельство, он остаётся светлым и жизнерадостным. Никита работает в офисе, но мечтает о том, что ему удастся состояться в актёрской карьере.
После завершения съёмок сериала режиссёр проекта Илья Аксёнов и исполнительница роли Алко, актриса Анастасия Резник поженились.
Премьерный показ пилотной серии сериала состоялся 16 июля 2022 года в рамках конкурсной программы IV фестиваля сериалов «Пилот» в Иваново.
Светская премьера сериала прошла 14 сентября 2022 года в московском пространстве LISOspace.
По данным «Фильма Про», «Капельник» стал самым популярным в Рунете сериалом на неделе с 15 по 21 сентября 2022 года, обойдя все российские и зарубежные проекты.

## Призы и награды
2022 — Специальный приз «Открытие "Пилота"» (Никита Никитин) на IV фестивале сериалов «Пилот».

## Мнения о телесериале
Телесериал получил положительные оценки телекритиков, журналистов, звёзд шоу-бизнеса и зрителей.
- Вера Цветкова, «Независимая газета»:

Проекту каким-то образом удалось стать и смешным, и социальным, и душевным одновременно.
- Василий Говердовский и Евгений Ткачёв, «Афиша Daily»:

Первое, чем на себя обращает внимания «Капельник», — незатёртыми лицами актёров (а у главного героя настолько незапоминающееся лицо, что его сразу забываешь). Тем не менее, авторы сериала, кажется, хотят сделать из Дениса Прыткова нового Сергея Бодрова: он носит такой же свитер, как и Данила Багров, и тоже является братом.
- Татьяна Рамкина, TV Mag:

Авторам удалось выкрутить на максимум достоверность показанного и самые некрасивые, неприглядные, страшные и совсем лишённые романтизма ситуации, в которые заводят наркотики. При всей трагичности и серьёзности темы, чтобы снизить градус морализаторства, в «Капельнике» есть и забавные, смешные, лирические моменты — именно они дают возможность набрать воздуха для следующего поворота событий. Отдельно отметим и замечательно подобранный саундтрек сериала.
- Леонид Кискаркин, «Вокруг ТВ»:

Остроумный проект с дерзким, циничным юмором и весьма обаятельными персонажами. Ну и назиданием, конечно, что запрещённые вещества — зло.
- Ксения Бородина, телеведущая:

Очень крутой сериал, больше бы таких.